# Тамборрада

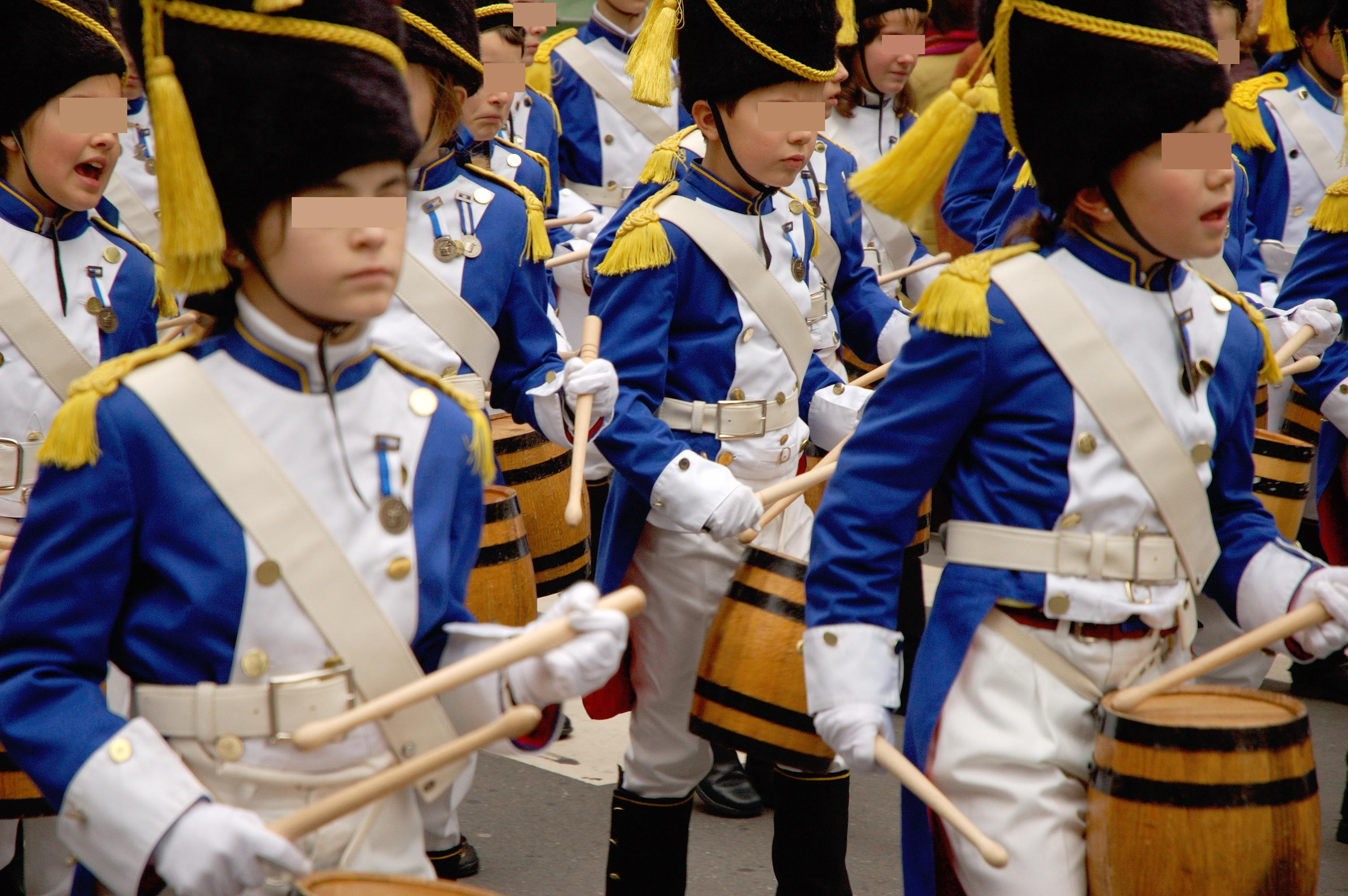
Детское шествие во время Тамборрады

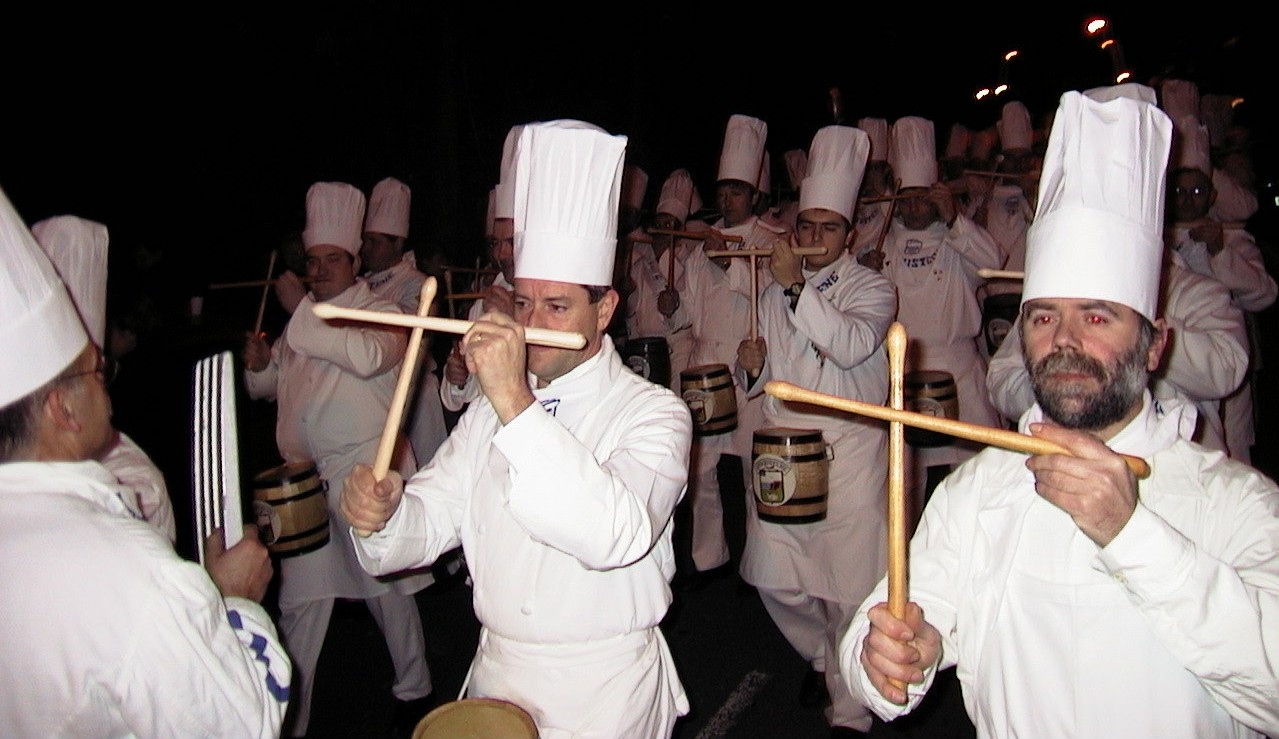
Костюмированное шествие хлебопёков во время Тамборрады

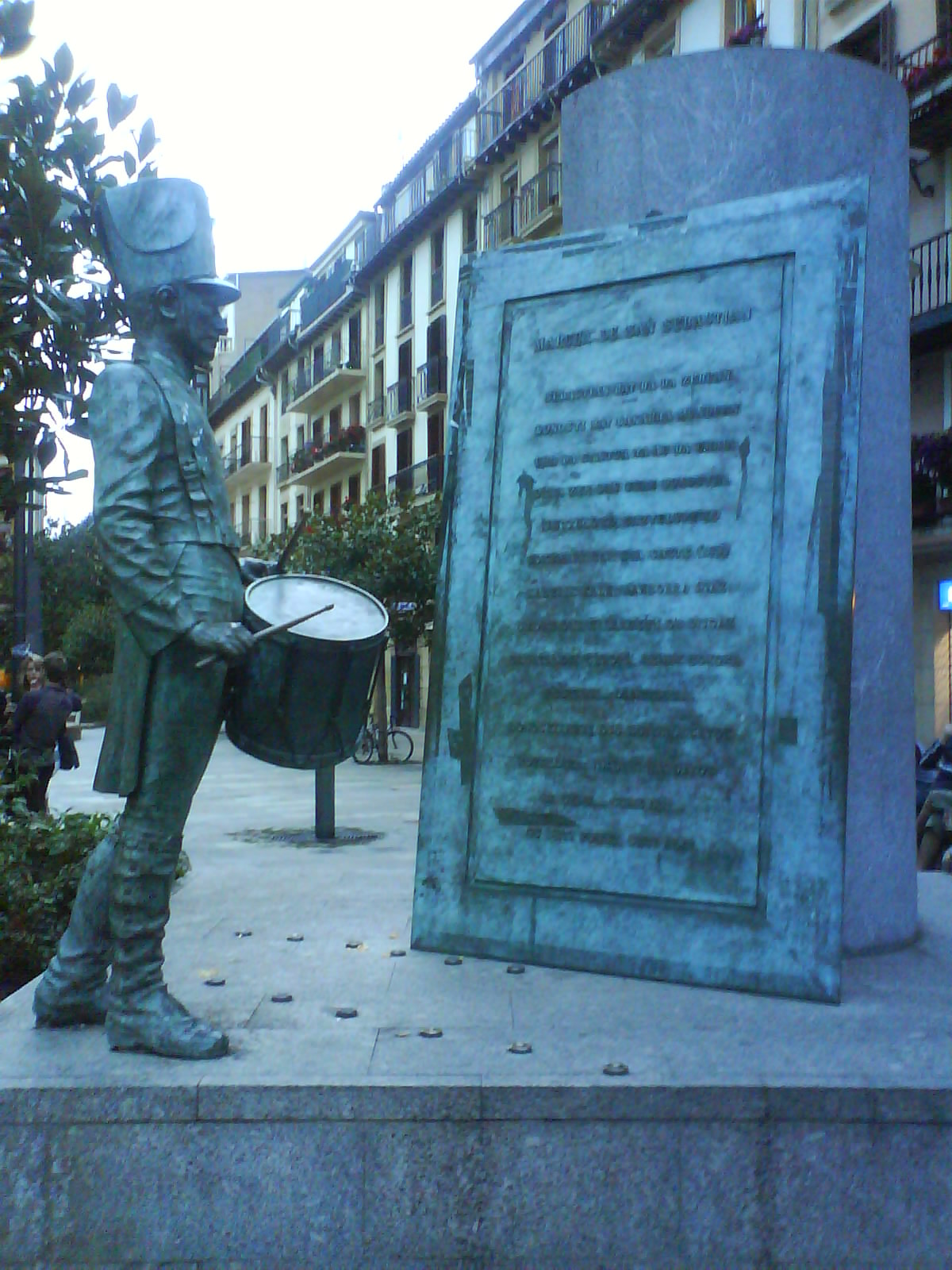
Памятник с текстом «Марша Сан-Себастьяна»

Тамборрада (исп. Tamborrada, баск. Danborrada) — ежегодный народный праздник, проводящийся 20 января в день памяти святого Себастьяна в городе Сан-Себастьян, Испания.

## Происхождение
Праздник зародился в первой половине XVIII века после II Карлистской войны. Согласно одной из версий местных объяснений этого торжества после захвата Сан-Себастьяна в 1813 году наполеоновские войска проходили по городу и стучали в барабаны. По одной из версий, местные водовозы издевались над захватчиками, отвечая им стуком по своим бочкам, по другой версии — жители города пристраивались к марширующим наполеоновским солдатам и пародировали французских военных стуком в свои барабаны.
Другая городская легенда рассказывает о некоем хлебопёке, который во время засухи наполнял водовозную бочку из городского фонтана. Когда вода в фонтане стала заканчиваться он начал петь, то девушки, наполнявшие свои кувшины из близлежащих фонтанов, ответили ему стуком по своим сосудам. Вода к радости хлебопёка продолжала течь и возле поющего хлебопёка собралась толпа, сопровождавшая его пение стуком в барабаны.
В 1861 году местный композитор Раймундо Саррегви (Raimundo Sarriegui) написал к народному фестивалю несколько маршей «Марш Сан-Себастьяна», Erretreta, Tatiago, Diana и Iriyarena, которые используются во время тамборрады в Сан-Себастьяне и в настоящее время. Во время тамборрады используются также марши, написанные баскским композитором Серафина Барохи.

## Празднование
В полночь с 19-го на 20-е января мэр города поднимает на площади Конституции (Konstituzio Plaza) в Старом городе флаг Сан-Себастьяна. В течение последующих суток жители города стучат в барабаны и в разных частях города проводятся костюмированные шествия хлебопёков с водовозными бочками, которые используются в качестве ударных инструментов. Во время тамборрады организуются также костюмированные детские шествия. Кульминацией фестиваля становится площадь Конституции, когда вечером 20-го января на ней собирается множество народа. Праздник заканчивается в полночь на 21-е января.
Для участия в шествиях традиционно допускались только мужчины. В настоящее время к шествиям допускаются и женщины. Жители города в этот день готовят блюда из угря и употребляют дорогие вина. После обеда жители города выходят на улицы и между паузами костюмированных шествий предлагают друг другу вино.
Тамборрада в Сан-Себастьяне также характеризуется активным участием детей в шествиях. Как правило, каждая городская школа представляет своё костюмированное детское шествие, во время которого дети, одетые в одежды наполеоновских войн, проходят по улицам города, стуча в барабаны.